# Egyptische presidentsverkiezingen 2012
De Egyptische presidentsverkiezingen in 2012 waren de eerste presidentsverkiezingen sinds de Egyptische Revolutie van 2011. Na de revolutie, die een eind had gebracht aan het presidentschap van Hosni Moebarak, kwam de leiding van het land in handen van de Opperste Raad van de Strijdkrachten (SCAF) die een overgangsregering instelde onder leiding van achtereenvolgens de premiers Ahmed Shafik, Essam Sharaf en Kamal Ganzouri. De verkiezingen werden gewonnen door de leider van de islamistische Moslimbroederschap, Mohamed Morsi. Tijdens zijn presidentschap was Hesham Qandil premier.

## Uitslag
De verkiezingen vonden plaats in twee ronden; in de tweede ronde streden de twee kandidaten met de hoogste resultaten uit de eerste ronde. De eerste ronde werd gehouden op 23-24 mei en de tweede ronde op 16-17 juni 2012. De uitslag van de verkiezingen werd bekendgemaakt op 24 juni 2012. De volgende kandidaten namen deel met de volgende uitslag:
| Kandidaten                    | Partijen                      | 1e ronde   | 1e ronde | 2e ronde   | 2e ronde |
| Kandidaten                    | Partijen                      | Stemmen    | %        | Stemmen    | %        |
| ----------------------------- | ----------------------------- | ---------- | -------- | ---------- | -------- |
| Mohamed Morsi                 | Moslimbroederschap            | 5.764.952  | 24,78%   | 13.230.131 | 51,73%   |
| Ahmed Shafik                  | Onafhankelijk                 | 5.505.327  | 23,66%   | 12.347.380 | 48,27%   |
| Hamdin Sabahi                 | Waardigheidspartij            | 4.820.273  | 20,72%   |            |          |
| Abdel Moneim Aboul Fotouh     | Onafhankelijk                 | 4.065.239  | 17,47%   |            |          |
| Amr Moussa                    | Onafhankelijk                 | 2.588.850  | 11,13%   |            |          |
| Mohamed Salim el-Awa          | Onafhankelijk                 | 235.374    | 1,01%    |            |          |
| Khaled Ali                    | Onafhankelijk                 | 134.056    | 0,58%    |            |          |
| Aboul al-Izz al-Hariri        | Socialistische Volksalliantie | 40.090     | 0,17%    |            |          |
| Hisham Bastawisi              | Nationale Progressieve Unie   | 29.189     | 0,13%    |            |          |
| Mahmoud Hossam                | Onafhankelijk                 | 23.992     | 0,10%    |            |          |
| Mohamed Fawzi Issa            | Democratische Generatie       | 23.889     | 0,10%    |            |          |
| Hossam Khairallah             | Democratische Vredespartij    | 22.036     | 0,09%    |            |          |
| Abdullah al-Ashaal            | Authenticiteitspartij         | 12.249     | 0,05%    |            |          |
|                               |                               |            |          |            |          |
| Totaal aantal geldige stemmen | Totaal aantal geldige stemmen | 23.265.516 | 98,28%   | 25.577.511 | 96,81%   |
|                               |                               |            |          |            |          |
| Ongeldige stemmen             | Ongeldige stemmen             | 406.720    | 1,72%    | 843.252    | 3,19%    |
| Uitslag                       | Uitslag                       | 23.672.236 | 46,42%   | 26.420.763 | 51,85%   |
| Onthoudingen                  | Onthoudingen                  | 27.324.510 | 53,58%   | 24.538.031 | 48,15%   |
| Geregistreerde kiezers        | Geregistreerde kiezers        | 50.996.746 |          | 50.958.794 |          |

## Uitgesloten kandidaten
Op 15 april maakte de Egyptische kiescommissie bekend dat tien kandidaten werden uitgesloten.  Het betrof de volgende kandidaten:
- Omar Suleiman: uitgesloten omdat hij niet beschikte over de handtekeningen uit 15 kiesdistricten. Hij was vicepresident en stond onder president Moebarak aan het hoofd van de geheime dienst.[3]
- Khairat el-Shater, kandidaat voor de Moslimbroederschap, uitgesloten omdat hij minder dan 6 jaar geleden nog een gevangenisstraf uitdiende (tot maart 2011).[3] Hij werd opgevolgd door Mohamed Morsi, de latere winnaar van de verkiezingen.
- Hazem Abou Ismaïl, uitgesloten omdat zijn moeder een buitenlandse (Amerikaanse) nationaliteit had. Hij is een aanhanger van het salafisme.[3]
- Ayman Nour, uitgesloten omdat hij minder dan 6 jaar geleden nog een gevangenisstraf uitdiende (tot februari 2009).[4]
- Ahmad Awad Al-Saidi
- Mortada Mansour
- Ibrahim El-Gharib
- Mamdouh Qutb
- Hossam Khairat
- Ashraf Barouma

## Afgehaakte kandidaten
Een van de bekendste afgehaakte kandidaten was Mohammed el-Baradei, de winnaar van de Nobelprijs voor de Vrede van 2005. Op Twitter noemde hij de verkiezing travestie zolang er nog geen nieuwe grondwet was geschreven. De eerste vrouwelijke presidentskandidaat zou Bothaina Kamel zijn geworden. Zij viel voortijdig af omdat ze onvoldoende handtekeningen bijeen had weten te brengen. Een verdere andere kandidaat, die zijn kandidatuur vrij snel weer introk, was voormalig Minister van Cultuur en Informatie onder president Sadat, Mansour Hassan, die na dertig jaar een terugkeer naar de politiek had gemaakt als voorzitter van de adviesraad.
Mohamed Fawzi Issa en Abdullah al-Ashaal trokken zich te laat terug, waardoor er nog wel op hen gestemd kon worden.